# ビリボー
ビリボー（billibow）は、ビリヤードとボウリングを組み合わせて考案されたスポーツ。ボウリングのルールで規定されている1/3サイズのレーンと10本のピンを使い、キャロムビリヤードと同じサイズのボールをキューで撞き、ピンを倒す。ルールはボウリングに準拠している。

## 来歴
2005年に愛知県で、シーディックにより考案され製造される。開発当初、プレーヤーはアプローチゾーンに固定された位置からボールを撞くようになっていたが、後にラシャを敷き、プレーヤーが任意の位置から撞き出せるようになった。
2010年9月2日、日本ビリボー協会の公認プロである土方隼斗が世界初となるパーフェクトゲームを達成。日本ビリボー協会の公式ランキングに掲載された。
しかし、シーディックがビリボー事業から突如撤退、2011年5月、シーディック直営の新宿ビリボーダイニングを閉店するに伴い同店に住所を置いていた日本ビリボー協会も消滅し、直営店以外からも機械の撤去が相次ぎ、ビリボーというスポーツ自体も愛好家に惜しまれながら消滅した。

## 関連番組
- 恋するビリボー&コスプレ大作戦!（MONDO21、2009年11月 - 2010年7月）